# كونزية ملحية
كونزية ملحية (الاسم العلمي:Kunzea salina) هي نوع من النباتات تتبع جنس الكونزية من فصيلة الآسية. تم وصف هذا النوع من النبات علمياً لأول مرة من قبل يوهان مارتن كريستيان لانج وهيلموت تولكين وإدوارد رادج سنة 2010.